# هايمسهايم
هايمزهايم (بالألمانية: Heimsheim) هي مدينة وبلدة ألمانية تقع في ألمانيا في منطقة إنتس. يقدر عدد سكانها بـ 5,211 نسمة .